# Alain Blanc
Pour les articles homonymes, voir Blanc.
 (février 2013).
Si vous disposez d'ouvrages ou d'articles de référence ou si vous connaissez des sites web de qualité traitant du thème abordé ici, merci de compléter l'article en donnant les références utiles à sa vérifiabilité et en les liant à la section « Notes et références ».
Alain Blanc est un éditeur et poète français né à Grenoble.

## Biographie
Alain Blanc a travaillé dans plusieurs librairies à Lyon, Paris et Grenoble, avant de créer en 1972 une librairie alternative à Grenoble, Poisson soluble.
C'est en 1990 qu'il fonde à Montélimar les éditions Voix d’encre dans le but de publier des ouvrages de poésie et d’art contemporains, avec la volonté d’allier activement les talents d’un plasticien et d’un écrivain.
Il s'est consacré notamment à la publication des œuvres inédites des poètes Alain Borne et Lucien Becker ainsi que des œuvres complètes de Béatrice Douvre.
Il publie également plusieurs écrivains d'humour de langue anglaise (Ambrose Bierce, Oscar Wilde, Mark Twain, Jonathan Swift, George Bernard Shaw, George Orwell, W.C. Fields, Will Rogers, Henry David Thoreau), dont il assure la traduction.
Il est en outre l'animateur, avec Jean-Pierre Chambon et Hervé Planquois, de la revue Voix d’encre, publication semestrielle de poésie contemporaine, aussi bien francophone qu’étrangère.

## Œuvre

### Écrivain
- Chorégraphie de l’erreur, Éditions Plasma, 1980.
- Opuscule des euphories maigres et portatives, Éditions Rougerie, 1985.
- La Nostalgie du présent, Éditions Rougerie, 1988.
- De rien à rien, Éditions Rougerie, 1992.
- La Morsure de la terre vide, calligraphies de Hassan Massoudy, préface de Jean-Vincent Verdonnet, Voix d’encre, 1993.
- Sous le ciel sur une pierre, Éditions Rougerie, 1996.
- Personne sinon le crépuscule, Voix d’encre, 1998  (ISBN 2-910957-23-3)
- Cyclades, semences de mer, peintures de Christos Santamouris, calligraphies d’Henri Renoux, Voix d’encre, 2000. Rééd. 2002  (ISBN 2-910957-68-3)
- De la montagne et des premiers jours, encres de Serge Saunière, préface de Charles Juliet, Voix d’encre, 2003  (ISBN 2-910957-82-9)
- L’Abécédaire d’une carpe, illustrations de Jean Miotte, Michèle Dadolle, Jacques de Féline, Jean-Jacques Grand, Babis Kritikos, Henri Renoux, Serge Saunière, Qiang Zhang, Voix d’encre, 2010  (ISBN 978-2-35128-057-7)
- Alain Borne ou la passion lucide, Voix d’encre, 2015  (ISBN 978-2-35128-101-7)
- Une terre pas si ferme, encres de Michel David, nouvelle édition augmentée, Voix d’encre, 2015  (ISBN 978-2-35128-106-2)
- Propos à mourir debout, illustrations de Rémy Jammes, Frank Wohlfahrt et l'auteur, Voix d’encre, 2017  (ISBN 978-2-35128-137-6)
- Plus au bord des choses, dessins de Lino de la Barrera, Voix d’encre, 2023  (ISBN 978-2-35128-213-7)
- S'appeler Blaise Pascal pour ne pas mendier le tumulte – Aphorismes choisis tirés des "Pensées". Acryliques d'Alain Blanc. 10 ex. H.C. peints à la main, numérotés et signés, 2024.

### Traducteur
- Ambrose Bierce, Le Dictionnaire du diable, articles inédits, revue Poésie présente no 74, 1990.
- Oscar Wilde, Pensées, mots d’esprit, paradoxes, Calligraphies de Jean-Jacques Grand, Voix d’encre, 2002, 2008.  (ISBN 978-2-35128-038-6)
- Celui qui voit de ses yeux, un florilège de haïkus du Japon, revue Voix d’encre, no 29, 2003.
- Ambrose Bierce, Mauvaises pensées, Le Cherche midi, 2003.  (ISBN 2-74910-079-8)
- Ambrose Bierce, Le Dictionnaire du diable, nouvelles définitions, Voix d’encre, 2004, 2008, 2011 2019.  (ISBN 978-2-35128-068-3)
- Ambrose Bierce, Ce qu'est un écrivain, revue Voix d’encre no 38, 2008.
- Lawrence Ferlinghetti, Pas de pitié pour la connerie !, revue Voix d’encre no 41, 2009.
- Oscar Wilde, Sententiae, revue Voix d’encre no 46, 2012.
- Mark Twain, Chacun est une lune avec une face cachée, Voix d’encre, 2012.  (ISBN 978-2-35128-076-8)
- Jonathan Swift, Bévues, défauts, désolations et infortunes de Quilca, Dessins de Jean-Jacques Grand, Voix d’encre, 2013.  (ISBN 978-2-35128-082-9)
- Ambrose Bierce, Épigrammes d'un cynique, Voix d’encre, 2014.  (ISBN 978-2-35128-092-8)
- David Lowe (acteur), Un demi-kilo d'épigrammes, revue Voix d’encre no 51, 2014.
- Gary Snyder, La pratique sauvage, revue Voix d’encre no 53, 2015.
- Ambrose Bierce, Rêveries philosophiques et théologiques, Voix d’encre, 2016.  (ISBN 978-2-35128-127-7)
- Oscar Wilde, Sententiae, Voix d’encre, 2017.  (ISBN 978-2-35128-133-8)
- Ambrose Bierce, Le club des parenticides. Nouvelles illustrées par Éric Demelis, Voix d’encre, 2017.  (ISBN 978-2-35128-142-0)
- George Bernard Shaw, Maximes à l'usage du révolutionnaire, Voix d’encre, 2018.  (ISBN 978-2-35128-154-3)
- Celui qui voit de ses yeux, Haïkus des maîtres japonais. Encres du traducteur, Voix d’encre, 2019.  (ISBN 978-2-35128-159-8)
- Peter Sinfield, À la cour du Roi Pourpre, revue Voix d’encre no 60, 2019.
- Michael McClure, 99 thèses, revue Voix d’encre no 61, 2019.
- Edward Abbey, Wilderness, wilderness – Aphorismes choisis. Acryliques du traducteur. Format 21x15, quelques ex. H.C. signés, 2020.
- Mark Twain, L'esprit et l'humour, l'éclair et la lumière électrique, Voix d’encre, 2021.  (ISBN 978-2-35128-187-1)
- George Orwell, Quadrupède bien, bipède mal, Voix d’encre, 2022.  (ISBN 978-2-35128-191-8)
- Ambrose Bierce, Malversations, Voix d’encre, 2022.  (ISBN 978-2-35128-199-4)
- Edward Abbey, Il y a je-ne-sais-quoi dans le désert – Morceaux choisis. Acryliques du traducteur. Format 30x21, quelques ex. H.C. signés, 2023.
- Edward Abbey, Doug Peacock, Gary Snyder, Le rat du désert aime le désert – Pages inédites des 3 auteurs. Acryliques du traducteur. Format 30x21, quelques ex. H.C. signés, 2024.
- Will Rogers, Ne ratez jamais une occasion de vous taire, Voix d’encre, 2024.  (ISBN 978-2-35128-223-6)
- Henry David Thoreau, Il y a toujours eu autant de lumière dans le monde, Voix d’encre, 2025.

### Photographe
- Îles où le vent nous mène, Voix d’encre, 2007  (ISBN 978-2-35128-024-9)
- Le jardin du tigre qui marche dans l’eau, Jardins de méditation au Japon, Voix d’encre, 2009, rééd. 2016  (ISBN 978-2-35128-121-5)
- Quatre-vingt-onze vues d'un Japon septentrional, Voix d’encre, 2011  (ISBN 978-2-35128-074-4)
- Alain Raguet, Fragments d'infini, photographies d'Alain Blanc, Voix d’encre, 2024  (ISBN 978-2-35128-221-2)

### Ouvrages collectifs
- Éloge de l'ombre, ou le tombeau de Jacques de Féline, Dire, 1999.
- Il faudra que je me coupe les doigts, Voix d’encre, 2000  (ISBN 2-910957-40-3).
- Écrivains aujourd'hui en Rhône-Alpes, A.R.A.L.D, 2000  (ISBN 2-913384-04-8).
- L’édition de poésie en France : les éditions Voix d’encre, Les Hommes sans épaules, 2004.
- 111 poètes d’aujourd’hui en Rhône-Alpes, Maison de la Poésie Rhône-Alpes, 2005  (ISBN 2-84109-559-2).
- Qui rira le dernier (avec Éric Chevillard, J.-P.Gandebeuf et Pierre Jourde), Voix d’encre, 2006  (ISBN 978-2-35128-006-5).
- Îles où le vent nous mène (avec Nicolas Bouvier, Constantin Kaïtéris, Max Alhau, Michel Hardy, Alain Blanc, Jean-Yves Masson), Voix d’encre, 2007  (ISBN 978-2-35128-024-9).
- Bang Hai Ja,  Souffle de lumière, éd. Cercle d'art, 2007.
- Les riverains du feu, Anthologie émotiviste de la poésie francophone par Christophe Dauphin, Le Nouvel Athanor, 2009  (ISBN 978-2-35623-012-6).
- Écrire et peindre au-dessus de la nuit des mots, Voix d’encre, 2010  (ISBN 978-2-35128-055-3).
- Visages de Poésie, tome 5, de Jacques Basse, éd. Rafael de Surtis, 2010.
- Il n'y a pas de meilleur ami qu'un livre, Voix d’encre, 2015  (ISBN 978-2-35128-105-5).
- Éliane Vernay, À l'autre bout des yeux, de l'image au mot, avec une acrylique de Alain Blanc, Voix d’encre, 2018  (ISBN 978-2-35128-155-0).